# Victoire Pirenne-Keppenne
Pour les articles homonymes, voir Pirenne.
Victoire Pirenne-Keppenne, née à Liège le 19 novembre 1883 et morte à Spa le 21 août 1932, est une artiste peintre, dessinatrice, illustratrice et aquafortiste belge.
Son champ pictural couvre surtout les paysages qu'elle réalise de préférence au bord de la Meuse, et également en France et en Italie. 

## Biographie

### Famille
Victoire Pirenne-Keppenne, née Charlotte Ferdinande Joséphine Victoire Keppenne place Saint-Jean no 27 à Liège le 19 novembre 1883, est la fille de Jules Keppenne (1851-1918), notaire et sénateur, et de Ferdinande Delheid (1865-1952). Elle épouse à Liège le 23 avril 1908 Ivo Pirenne (1878-1922), docteur en médecine et hématologue à l'Institut bactériologique de Liège.

### Formation
Victoire Keppenne est étudiante à l'Académie royale des beaux-arts de Liège, où elle obtient un accessit pour le prix de composition d'ornements en 2e année en 1901. Elle est aussi l'élève des peintres Adrien de Witte et Émile Berchmans. Elle se forme à la technique de l'eau-forte auprès d'Armand Rassenfosse. Durant la guerre de 1914-1918, elle suit les cours d'Auguste Donnay et Joseph Rulot à l'Académie de Liège.

### Carrière
Elle expose au cercle des beaux-arts de Liège de 1909 à 1931. Lors de l'Exposition universelle de 1913 à Gand, elle présente Le Pays noir sous la neige Au Salon de Bruxelles de 1914, elle envoie Paysage industriel Elle expose aussi au Salon de Gand de 1929.
Au cours de la Première Guerre mondiale, elle séjourne à la ferme Leroy, au hameau de Préfayhai à Spa. Illustratrice, elle collabore avec Marie Delcourt lorsqu'elle publie en 1920 Nos grands cœurs : récits du temps de l'occupation allemande. En 1924, elle réalise 24 dessins publiés dans Suite en mineur de Lucy Jeanclair.
Victoire Keppenne, veuve depuis 1922 et mère de deux fils, meurt après une longue maladie à Spa le 21 août 1932, à l'âge de 48 ans. Elle est inhumée au cimetière de Robermont.

## Œuvre
Son champ pictural couvre surtout les paysages qu'elle réalise de préférence au bord de la Meuse. En 1912, le critique d'art de La Meuse, estime que Victoire Keppenne est en progrès marqué. Sa technique a pris de l'assurance, le dessin s'est affermi et les tons ont toute leur valeur. « Son art demeure surtout décoratif. Des pages comme Dégel, La Meuse à Kinkempois et Le Charbonnage de la Haye impressionnent par leur belle allure et la franchise de leur composition synthétique. Il y a de la flamme et de l'inspiration dans ces toiles, comme dans ses transcriptions alpestres : Matin au Cervin, Vallée de la Viège et Le Cervin au lac de Riffel. Quelques eaux-fortes de belle qualité sont aussi présentes ».
En 1924, Victoire Keppenne expose au cercle artistique de Bruxelles des représentations de lacs italiens, des jardins de Lombardie, des pics neigeux du Dauphiné, des rues joyeuses du vieux Liège et des usines mornes dans le brouillard de leurs fumées. Son sens du pittoresque avéré porte la marque d'une grâce robuste dans des œuvres qu'elle semble peindre avec joie.
Lucy Jeanclair rend hommage à Victoire Keppenne dans la revue La Vie wallonne. Elle souligne le travail constant de l'artiste qui se livre à la peinture sur chevalet par tous les temps et cultive le goût des voyages, la montagne exerçant chez elle un vif attrait, de même que les beaux jardins.

## Distinction
- Chevalier de l'ordre de la Couronne[5].